# Martin Lewis Perl
Martin Lewis Perl (født 24. juni 1927 i New York, død 30. september 2014) er en amerikansk fysiker, der vandt Nobelprisen i fysik i 1995 for sin opdagelse af Tau-lepton. Hans forældre var jødiske emigranter til USA fra det polske område af Rusland. 
Han tog eksamen som kemiingeniør på Polytechnic Institute of Brooklyn i 1948. Derefter studerede han fysik og tog en doktorgrad ved Columbia University i 1955.
I dag er han professor ved Stanford Linear Accelerator Center i Californien.